# Enrique García Ojeda

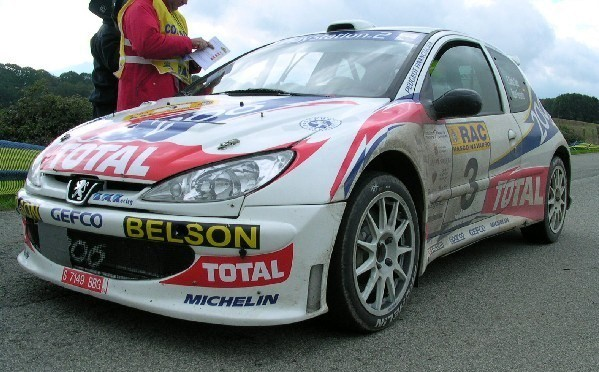
Enrique García Ojeda en el Rallye Vasco-Navarro 2003.

Enrique García Ojeda (Los Corrales de Buelna, Cantabria, 21 de enero de 1972) es un expiloto de rally español que participó en el Campeonato de España de Rally y en el Intercontinental Rally Challenge, competición que ganó en 2007.
Debutó en rally con un Renault 5 GT Turbo en el Rally de Torrelavega en 1996, y en el nacional en 1998, en el Rally Caja Cantabria de 1998. Consiguió 3 victorias en el nacional y su primera victoria fue en el Rallye Príncipe de Asturias del 2003.

## Historial
- Sexto en el Campeonato de Cantabria de 1996
- Subcampeón de Cantabria de Montaña y campeón de Turismos de 1997
- Ganador del Desafío Peugeot del año 2000
- Piloto Oficial de Peugeot en 2001, 2002 (semioficial), 2003, 2004, 2005, 2006, 2007 y 2008
- Ganador de la categoría de 2RM en 2004 con Peugeot 206 GTI
- Campeón del IRC en 2007, con un Peugeot 207 Super 2000

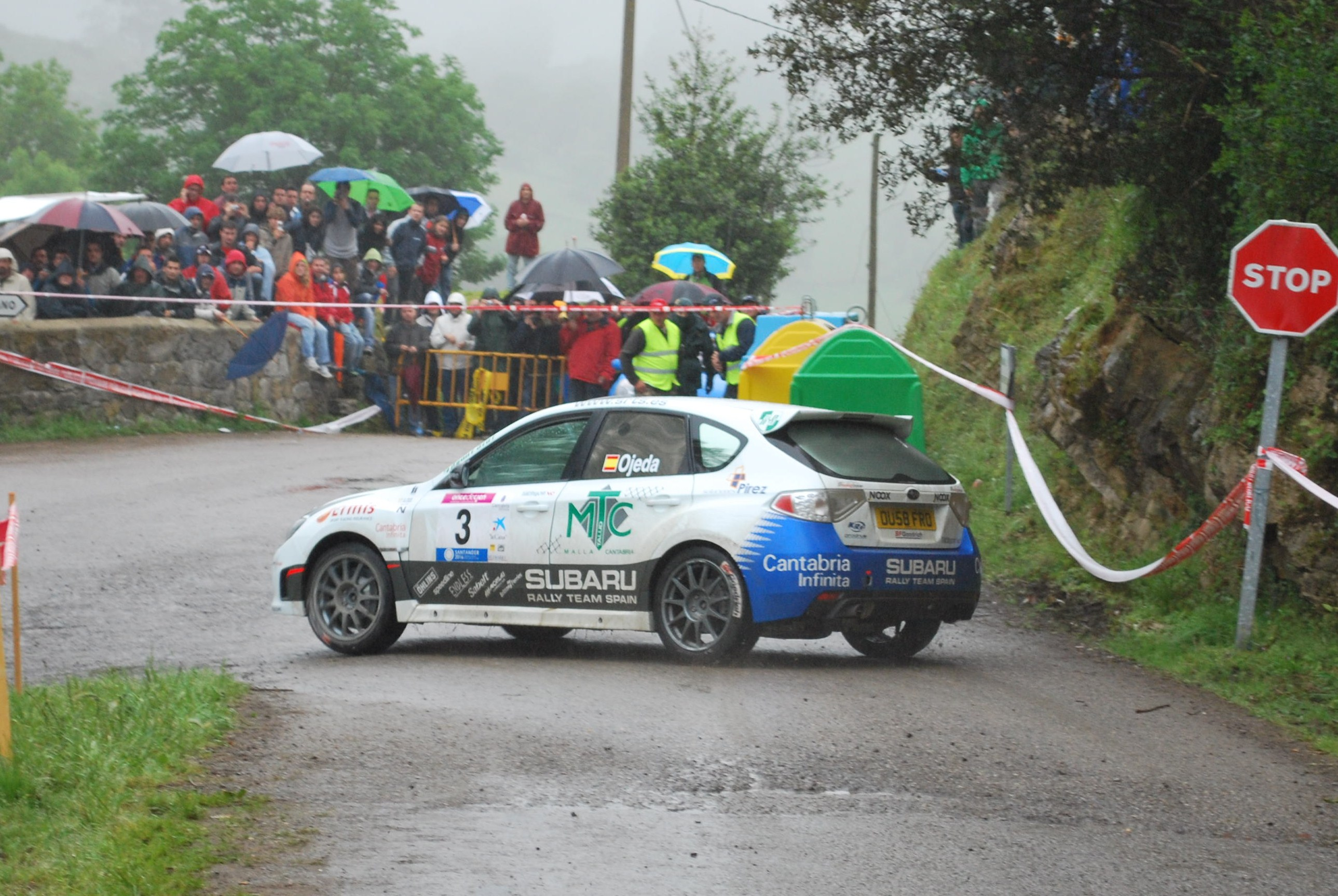
Enrique García Ojeda en el Rallye Cantabria-Infinita 2009.

- Campeón de España de Rallyes 2008

## Palmarés
- 1996: Debut en competición con un R-5 GT en el Campeonato de Cantabria de Rallyes.
- 1997: Con un Ford Sierra, subcampeón de Cantabria de Montaña.
- 1998: Quinta posición en su primera participación en el Desafío Peugeot.
- 1999: Tercera plaza en el Desafío Peugeot.
- 2000: Campeón del Desafío Peugeot con seis victorias.
- 2001: Participación en el Campeonato de España de Rallyes con un Peugeot 106 Maxi.
- 2002: Participación en el Campeonato de España de Rallyes con Peugeot 106 Maxi, Peugeot 306 Maxi y Peugeot 206 S1600.
- 2003: Dos victorias en el Campeonato de España de Rallyes (Príncipe de Asturias y Rallye Vasco-Navarro).
- 2004: Campeón de España de Rallyes de Tierra en la categoría de 2 Ruedas Motrices con un 206 GTi. Tercero en el Campeonato de España de Rallyes de Asfalto. Dos victorias (Canarias y Cantabria). Campeonato de España de Marcas.
- 2005: Campeonato de España de Rallyes.
- 2006: Piloto oficial Peugeot con un 206 Súper 1600. Campeonato de Europa de Rallyes. Además, vencedor en el Rally de Cantabria, del Campeonato de España y en el Rally Shalymar (Madrid).
- 2007: Campeón del Desafío Intercontinental de Rally. Vencedor en el Rallye Príncipe de Asturias.
- 2008: Campeón de España de Rallyes con cuatro victorias (Cantabria, Rías Baixas, Príncipe de Asturias y Sierra Morena).
- 2009: Tercero en el Campeonato de España de Rally.
- 2010: Octavo en el Campeonato de España de Rally. (Campeonato incompleto)

## Resultados completos

### Campeonato de España
| Año  | Equipo                  | Vehículo           | 1       | 2       | 3       | 4     | 5       | 6       | 7      | 8       | 9       | 10    | 11    | Posición | Puntos |
| ---- | ----------------------- | ------------------ | ------- | ------- | ------- | ----- | ------- | ------- | ------ | ------- | ------- | ----- | ----- | -------- | ------ |
| 2002 | Concesionario Peugeot   | Peugeot 106 Maxi   | CAN 2   |         |         |       |         |         |        |         |         |       |       | 10.º     | 74     |
| 2002 | Peugeot Sport España    | Peugeot 206 S1600  |         | MED Ret |         |       |         |         |        |         |         |       |       | 10.º     | 74     |
| 2003 | Peugeot Sport España    | Peugeot 206 S1600  | MED 4   | CNR Ret | CAN Ret | RBX 9 | ORN Ret | AVI Ret | PRA 1  | CDS 2   |         |       |       | 4.º      | 52     |
| 2004 | Peugeot Sport España    | Peugeot 206 S1600  | VLJ 13  | CNR 1   | CAN 1   | RBX 2 | ORN Ret | AVI Ret | PRA 2  | VLL Ret | CDS 3   | MAD 4 |       | 3.º      | 72     |
| 2005 | Peugeot Sport España    | Peugeot 206 S1600  | VLJ 3   | CNR 3   | CAN Ret | RBX 9 | ORN 4   | AVI 3   | VLL 2  | FRR Ret | PRA Ret |       |       | 4.º      | 52     |
| 2006 | Peugeot Sport España    | Peugeot 206 S1600  | VIL     | CNR     | CAN 1   | RBX   | OUR     | AVI     | PRI    | FRR     | VLL     | CBR   |       | 11.º     | 15     |
| 2007 | Peugeot Sport España    | Peugeot 207 S2000  | VIL     | CNR     | CAN     | RBX   | OUR     | FRR     | PRI 1  | VLL     | CBR     |       |       |          |        |
| 2008 | Peugeot Sport España    | Peugeot 207 S2000  | VLJ Ret | CNR 3   | CAN 1   | RBX 1 | ORN Ret | FRR Ret | PRA 1  | VLL 2   | SMO 1   | CBR 2 | MAD 2 | 1.º      | 106,5  |
| 2009 | Subaru Rally Team Spain | Subaru Impreza STi | VLJ 4   | CNR 5   | CAN 1   | RBX 3 | OUR     | FRR 3   | PRA 2  | VLL 3   | SRM     | CBR   | MAD 3 | 3.º      | 222,5  |
| 2010 | Subaru Rally Team Spain | Subaru Impreza STi | VIL 5   | CNR     | CAN 1   | RBX   | OUR 4   | FRR     | PRI    |         |         |       |       | 10.º     | 113    |
| 2010 | Escudería Peñucas       | Škoda Fabia S2000  |         |         |         |       |         |         |        | VLL 2   | SRM     | RCM   |       | 10.º     | 113    |
| 2011 | RMC Motorsport          | Ford Fiesta R2     | VLJ 11  | CNR 16  | CAN 4   | RBX   | ORN     | FRR     | PRA    | VLL     | SRM     | RCM   |       | 16.º     | 43.5   |
| 2012 | Auto Gomas              | Citroën DS3 R3T    | CNR     | CAN 12  | RBX 8   | ORN 7 | FRR     | PRA     | VLL 11 | SRM     | RCM     |       |       | 15.º     | 56     |
| 2013 | Auto Gomas Cantabria    | Citroën DS3 R3T    | CAN Exc | CAT Ret | RIA DNS | ORE 6 | FER 3   | PRI     | LLA 11 | SMO     | MAD     |       |       | 14.º     | 59     |

### Resultados IRC
| Año  | Equipo               | Vehículo          | 1   | 2      | 3       | 4      | 5     | 6      | 7     | 8     | 9   | 10  | 11  | Posición | Puntos |
| ---- | -------------------- | ----------------- | --- | ------ | ------- | ------ | ----- | ------ | ----- | ----- | --- | --- | --- | -------- | ------ |
| 2006 | Peugeot Sport España | Peugeot 206 S1600 | ZUL | YPR 7  | MAD Ret | SAN 13 |       |        |       |       |     |     |     | 23.º     | 2      |
| 2007 | Peugeot Sport España | Peugeot 207 S2000 | KEN | TUR 3  | BEL 2   | RUS 2  | POR 4 | CZE 2  | ITA 6 | VAL 2 | CHI |     |     | 1.º      | 47     |
| 2008 | Peugeot Sport España | Peugeot 207 S2000 | EST | POR    | YPR     | RUS    | MAD   | CZE 13 | ESP 4 | SAN   | VAL | CHI |     | 21.º     | 4      |
| 2011 | RMC Motorsport       | Ford Fiesta R2    | MON | CAN 19 | COR     | PYA    | YPR   | AZO    | BCZ   | MEC   | SAN | ESC | CYP | -        | 0      |

- Referencias[4]